# Dicranomyia humerosa
Dicranomyia humerosa là một loài ruồi trong họ Limoniidae. Chúng phân bố ở vùng Tân nhiệt đới.